# Erosida
Erosida is een kevergeslacht uit de familie van de boktorren (Cerambycidae). De wetenschappelijke naam van het geslacht werd voor het eerst geldig gepubliceerd in 1861 door Thomson.

## Soorten
Erosida omvat de volgende soorten:
- Erosida delia Thomson, 1861
- Erosida formosa (Blanchard, 1847)
- Erosida gratiosa (Blanchard, 1847)
- Erosida lineola (Fabricius, 1781)
- Erosida yucatana Giesbert, 1985